# Сорризу
Сорризу (порт. Sorriso) — муниципалитет в Бразилии, входит в штат Мату-Гросу. Составная часть мезорегиона Север штата Мату-Гроссу. Входит в экономико-статистический микрорегион Алту-Телис-Пирис. Население составляет 55 134 человека на 2007 год. Занимает площадь 9345,755 км². Плотность населения — 5,9 чел./км².
Праздник города — 13 мая.

## История
Город основан в 1987 году.

## Статистика
- Валовой внутренний продукт на 2005 год составляет 1 253 357 000,00 реалов (данные: Бразильский институт географии и статистики).
- Валовой внутренний продукт на душу населения на 2005 год составляет 22 732,92 реала (данные: Бразильский институт географии и статистики).
- Индекс развития человеческого потенциала на 2000 год составляет 0,824 (данные: Программа развития ООН).